# جورجيا هابلي
جورجيا هابلي (بالإنجليزية: Georgia Hubley)‏ هي فنانة إيقاعية وموسيقية أمريكية، ولدت في 1960.

## وصلات خارجية
- جورجيا هابلي على موقع IMDb (الإنجليزية)
- جورجيا هابلي على موقع الموسوعة البريطانية (الإنجليزية)
- جورجيا هابلي على موقع ميوزك برينز (الإنجليزية)
- جورجيا هابلي على موقع أول ميوزيك (الإنجليزية)
- جورجيا هابلي على موقع ديسكوغز (الإنجليزية)
- جورجيا هابلي على موقع قاعدة بيانات الفيلم (الإنجليزية)